# Miracolo sull'8ª strada
Miracolo sull'8ª strada (Batteries Not Included) è un film di fantascienza del 1987 diretto da Matthew Robbins.
La storia del film era stata originariamente pensata per essere un episodio della serie tv Storie incredibili, ma l'idea piacque tanto a Steven Spielberg, che preferì realizzarne un film cinematografico. Ha vinto il Saturn Award per la miglior attrice a Jessica Tandy. A seguito della sua collaborazione nello sviluppo degli effetti speciali per questo film, Tad Krzanowski vinse l'Oscar Technical Achievement Award.

## Trama
Un fatiscente palazzo a New York diventa l'oggetto del desiderio di Carlos Chavez, un cinico criminale che per conto di uno spietato industriale ha il compito di "convincere" gli abitanti del palazzo a lasciare le proprie abitazioni in cambio di un incongruo risarcimento. Poiché il vecchio quartiere è stato raso al suolo per consentire il progetto futuro di costruire nuovi grattacieli e uffici, il vecchio palazzo è l'unico edificio rimasto in piedi e ciò è la rovina del progetto per l'industriale. Tuttavia gli abitanti del palazzo (gli anziani coniugi Riley, proprietari di una tavola calda al pianterreno, Harry, un anziano pugile di colore, l'artista Mason e Marisa, giovane ispanica incinta), non hanno alcuna intenzione di abbandonare le proprie case e tentano una debole resistenza, che però non fa altro che istigare maggiormente l'industriale che fa distruggere la tavola calda dei Riley da Carlos, un giovane delinquente alle sue dipendenze.
Ad intervenire in favore dei poveri inquilini arrivano delle minuscole creature extraterrestri, dalla forma di piccoli dischi volanti che hanno scelto proprio il tetto del palazzo per far crescere la propria prole. I pacifici alieni ricostruiranno il ristorante dei Riley e aiuteranno gli inquilini a difendersi da Chavez. Faye Riley, moglie di Frank, è afflitta dall'Alzheimer e crede che Carlos sia il suo defunto figlio Bobby, morto molti anni prima in un incidente, poiché gli somiglia molto e cerca più di una volta di proteggerlo dalle risse in cui finisce. Faye lega subito con i piccoli alieni e intuisce alcuni dei loro problemi, aiutandoli anche far nascere i loro piccoli. Dopo alcuni giorni, gli inquilini si domandano cosa siano in realtà o per quale motivo siano venuti proprio lì da loro. Frank non dà peso a queste domande, credendo che essi si siano presentati perché avevano visto che avevano bisogno di aiuto. Cercando di avere altri chiarimenti, Marisa e Mason provano a cercare notizie sui giornali, o su possibili avvistamenti, ma senza trovare nulla. Persino le telefonate alle agenzie segrete non danno alcun risultato. Gli inquilini si convincono che gli alieni si siano presentati a loro proprio perché avevano bisogno di aiuto.
Una notte i due piccoli dischi volanti robot iniziano un corteggiamento d'amore volando sopra i tetti. La baracca sopra il tetto dove hanno costruito il loro nido manca di energia per la crescita dei piccoli, ma vengono aiutati dagli inquilini con dei cavi elettrici e, dopo alcune diffidenze iniziali, i piccoli ufo accettano il loro aiuto. Al momento della nascita, l'eccessivo consumo di elettricità causa un sovraccarico facendo saltare i fusibili nella cantina. Frank, con l'aiuto di Harry e Mason, fa ripartire la corrente riuscendo ad aiutare così gli alieni a far nascere i loro piccoli, due gemelli. Gli inquilini promettono di proteggerli da qualunque male. In quel mentre la femmina aliena in preda alle convulsioni fa nascere un altro piccolo robot che però è morto. Il giorno dopo, Faye seppellisce il piccolo in un cassetto di terra celebrando un funerale, mentre Mason - considerandolo inizialmente una macchina - sostiene che dovrebbe essere smontato per capire come funzioni. Marisa non tollera questo suo comportamento e scappa via arrabbiata.
Harry ruba in quel momento il piccolo robot e si rinchiude nel suo appartamento, dove - smontando il televisore e prendendo degli attrezzi - cerca di aggiustarlo. Intanto Frank riaprendo il ristorante si fa aiutare dall'ufo padre a preparare gli hamburger. I piccoli ufo appena nati, gironzolano curiosi per la cucina causando alcuni guai. Il ricco industriale però vuole distruggere il palazzo e dà a Carlos tre giorni per fare andare via gli abitanti. Nel frattempo Mason e Marisa si riappacificano, ma proprio in quel momento torna Ector, fidanzato della ragazza e padre del bambino che porta in grembo. Contro ogni aspettativa Marisa, poiché il suo fidanzato Ector è sempre via con la sua banda a suonare, lo lascia andare per la sua strada, poiché ormai si è innamorata di Mason, volendo fare da modella per lui e sancendo la loro unione con un bacio. Mason diventa così il nuovo padre del bambino che presto nascerà.
Harry intanto riesce a riportare in vita il terzo piccolo. Nel mentre Carlos decide di agire da solo, distruggendo l'impianto elettrico dell'edificio e quello idraulico, ma viene scoperto. Gli inquilini, che non sopportano più le sue intromissioni, lo attaccano e Carlos viene infine cacciato, grazie all'intervento dell'ex-pugile che sfoggia il suo gancio destro, famoso per avere sempre atterrato ogni avversario. Nonostante ciò, uno dei robot viene danneggiato. Frank cerca di far capire alla moglie che l'uomo non è il figlio, ma inutilmente: lei lo accusa di essere la causa del suo comportamento insofferente a causa della sua oppressività. Harry riesce a ritrovare i piccoli che si erano persi, mentre il robot è finalmente aggiustato. La famiglia di robot può dunque riunirsi, ma se ne va lasciando soli gli altri.
Il capo di Carlos decide di distruggere l'edificio e gli dà fuoco, ma Carlos scopre che il palazzo non è vuoto: all'interno c'è infatti Faye. Decide di entrare e, sebbene la donna capisca che non è suo figlio, riesce a salvarla. L'edificio però è ormai irrimediabilmente distrutto: nonostante ciò, Harry rimane seduto sulla soglia e gli operai si rifiutano di mettersi al lavoro finché l'uomo non deciderà di spostarsi. Quella notte la famiglia di robot torna a trovarlo insieme a molti altri robot. I coniugi Riley dovranno trasferirsi in una nuova casa e la donna è distrutta dalla consapevolezza che Carlos non è Bobby. Gli abitanti del palazzo ricevono però una notizia sconvolgente: l'edificio è stato ricostruito, completamente nuovo, ovviamente grazie ai robot.

## Libro
Il libro da cui venne tratto il film, scritto da Wayland Drew uscì nel 1988. In Italia venne distribuito da Salani.